# Albert Mauer
Albert Mauer, född 12 februari 1907 i Peuerbach, död i 10 maj 1999 i Bytom, var en polsk ishockeyspelare. Han var med i det polska ishockeylandslaget som kom på fjärde plats 1932 i Lake Placid. 